# Chris Kirkland
Christopher Edmund Kirkland (* 2. Mai 1981 in Barwell) ist ein ehemaliger englischer Fußballspieler. Er spielt auf der Position des Torwarts und bestritt am 16. August 2006 sein einziges Länderspiel für die englische Fußballnationalmannschaft.

## Karriere
Kirkland begann seine Karriere beim heutigen englischen Drittligisten Coventry City, bei dem er 1999 ins Profiteam aufstieg. In der Saison 2000/01 rückte er durch gute Leistungen in 24 Spielen vermehrt ins Licht der Öffentlichkeit. Ende August 2001, am letzten Tag der Transferperiode, wechselte der umworbene Jungtorwart für umgerechnet 8,94 Millionen Euro zum englischen Spitzenclub FC Liverpool, wo er fortan die Rückennummer 22 trug. Dort war er zunächst hinter Jerzy Dudek Ersatzkeeper, ehe er sein Debüt für Liverpool im englischen League Cup, bei einer 1:2-Niederlage gegen den damaligen Zweitligisten Grimsby Town, gab. Am 20. Februar 2002 profitierte Kirkland von einer Verletzung Dudeks, so dass er im Champions-League-Spiel gegen Galatasaray Istanbul sein internationales Debüt gab. In diesem Spiel gelang es ihm keinen Gegentreffer zu kassieren (Endstand 0:0). Nur drei Tage später kam er zu seinem Premier League Einstand, ausgerechnet im Liverpooler Derby gegen den FC Everton, welches 1:1 endete. Erneut drei Tage später, am 26. Februar, kam es im Istanbuler Ali-Sami-Yen-Stadion zum Rückspiel zwischen Galatasaray und Liverpool, bei dem Kirkland sein drittes Spiel in Serie für den FC Liverpool absolvierte. Durch ein 1:1 stießen die Reds in die nächste Runde.
Im November der Saison 2002/03 profitierte Kirkland von einer Formschwäche Dudeks, sodass er von November 2002 bis Februar 2003 15 Spiele für Liverpool bestritt, davon vier League-Cup-Spiele, zwei FA-Cup-Spiele und ein UEFA-Pokal-Spiel. Danach verletzte er sich und fiel für mehrere Monate aus. In dieser Zeit hatte sich Dudek aus seinem Formtief befreit und verdrängte Kirkland wieder von der Position des Stammtorwarts.
Ein Jahr später, in der Saison 2003/04, absolvierte der talentierte Torhüter 12 Spiele für die Reds, in denen er nicht restlos überzeugen konnte. Danach kam er bei Liverpool nur noch zu Kurzeinsätzen.
Im August 2005 wurde Kirkland zum Ligakonkurrenten West Bromwich Albion ausgeliehen. Dort stand er bis Januar 2006 fast durchgehend im Tor, ehe er durch eine neuerliche Verletzung bis zum Saisonende ausfiel. Als im Mai 2006 eine Rückkehr nach Liverpool anstand, wurde er an den Premier-League Konkurrenten Wigan Athletic verliehen. Hier fasste er endlich Fuß und bestritt in der Hinrunde 2006/07 20 Spiele. Im Januar 2007 zog Wigan seine Kaufoption auf Kirkland.
Kirkland wurde im Oktober 2012 bei einem Ligaspiel von Sheffield Wednesday gegen Leeds United von einem auf den Platz gestürmten gegnerischen Fan mit einem Faustschlag niedergestreckt. Nach einer Behandlungspause konnte er das Spiel fortsetzen.
Seit 2003 wurde Kirkland regelmäßig für den Kader der englischen Nationalmannschaft als dritter Torhüter nominiert, trotzdem musste er bis zum 16. August 2006 auf sein erstes Länderspiel warten. Beim 4:0-Sieg der Engländer gegen Griechenland wurde Kirkland zur Halbzeit für Paul Robinson eingewechselt.
2022 gab Kirkland bekannt, dass er achteinhalb Jahre abhängig vom opioidhaltigen Schmerzmittel Tramadol war und nach eine Überdosis fast daran gestorben war. Anfang seiner 30er Jahre begann er aufgrund starker Rückenschmerzen mit der Einnahme und war im Sommer 2022 nach einem Entzug seit mehreren Monaten Drogenfrei.